# Louppy-le-Château
Louppy-le-Château är en kommun i departementet Meuse i regionen Grand Est (tidigare regionen Lorraine) i nordöstra Frankrike. Kommunen ligger i kantonen Vaubecourt som tillhör arrondissementet Bar-le-Duc. År 2022 hade Louppy-le-Château 163 invånare.

## Befolkningsutveckling
Antalet invånare i kommunen Louppy-le-Château
| Referens: INSEE |